# 兵临城下 (电视剧)
《兵临城下》，2011年中国大陆播出的战争剧，讲述了抗日战争以及第二次国共内战时期四川省成都市的谍战和暗战的故事，主演是于和伟、王媛可、潘虹、邵汶、午马、石天琦。於2010年12月30日在湖南影视频道首播。

## 剧情
抗日战争胜利之后，中国共产党和中国国民党陷入了第二次国共内战，四川省成都市这个西部城市迎来了各派势力的明争暗斗。

## 演员
| 演员   | 角色   | 备注                                                                                         |
| 于和伟 | 杨少诚 | 西川老字号“川聚园”的少东家。                                                                 |
| 王媛可 | 叶眉   | 大军阀叶司令的女儿，军统情报站破译密码高手，美国留学时被中共地下党策反，后为中共地下党。     |
| 潘虹   | 杨母   |                                                                                              |
| 邵汶   | 陈剑锋 | 中国国民党西川情报站站长。                                                                   |
| 午马   | 陈子秋 |                                                                                              |
| 石天琦 | 田木兰 | 锦江春管家的女儿，中共地下党。                                                               |
| 刘欢   | 杨少义 | 杨少诚的弟弟，品质恶劣，因对哥哥的仇恨以及母亲惨死的巨大打击，投靠陈剑锋，成为军统底下员工。 |
| 柴鸥   | 小白玉 | 戏子，颇为侠义。                                                                             |
| 张立君 | 郑汉昌 |                                                                                              |
| 倪土   | 顾华泽 |                                                                                              |
| 阎青妤 | 琴姨   |                                                                                              |
| 柳斌   | 林德胜 |                                                                                              |

## 制作
电视剧改编自袁春雨的同名小说。
男演员刘欢的表演受到了观众的追捧。
因为长时间在重庆市拍戏，于和伟自称半个重庆通；潘虹拍戏时吃的用的都是网购的。